# Telsen (departamento)
Telsen é um departamento da Argentina, localizado na 
província de Chubut.
A subdivisão provincial tem uma população de cerca de 1.788 habitantes em uma área de 19.893 km², e sua capital é Telsen, que fica a cerca de 1.494 km da capital do país, Buenos Aires.